# Сан Хосе дел Охо де Агва де лас Бонитас (Сан Франсиско дел Ринкон)
Сан Хосе дел Охо де Агва де лас Бонитас (шп. San José del Ojo de Agua de las Bonitas) насеље је у Мексику у савезној држави Гванахуато у општини Сан Франсиско дел Ринкон. Насеље се налази на надморској висини од 1800 м.

## Становништво
Према подацима из 2005. године у насељу је живело 5 становника.

### Хронологија
| Година       | 2000         | 2005 |
| ------------ | ------------ | ---- |
| Становништво | 39 (23 / 16) | 5    |

### Попис
| # | Индикатор                        | Вредност |
| - | -------------------------------- | -------- |
| 1 | Укупно појединачних домаћинстава | 2        |